# Festival de Lanvellec et du Trégor
 (juillet 2016).
Si vous disposez d'ouvrages ou d'articles de référence ou si vous connaissez des sites web de qualité traitant du thème abordé ici, merci de compléter l'article en donnant les références utiles à sa vérifiabilité et en les liant à la section « Notes et références ».
Créé en 1986, le Festival de Lanvellec et du Trégor est un festival de musique ancienne centré autour de l'orgue de Robert Dallam de l'église de Lanvellec.

## Orgue de Robert Dallam
L’orgue de l’église paroissiale Saint-Brandan de Lanvellec est une œuvre de Robert Dallam, facteur d’orgues, héritier d’une longue tradition liée à la cour royale d’Angleterre. Alors que, depuis 1642, la guerre civile perturbe le royaume et que les puritains interdisent la musique dans les églises, Robert Dallam, traverse la Manche pour se réfugier en Bretagne et s’installe à Morlaix. Il construira de nombreux orgues dont, en 1653, celui de l’église Saint-Efflam de Plestin-les-Grèves.
En 1857, l’église est endommagée et l’orgue, première victime d’une toiture défaillante est alors vendu à la paroisse de Lanvellec. Il a été classé Monument Historique les 25 mars 1971 (partie phonique) et 18 juillet 1977 (buffet).
Sa restauration est conduite d’avril 1985 à septembre 1986. La restauration, confiée au facteur d’orgue italien Barthélémy Formentelli, a conservé à l’orgue toute sa vérité historique par son diapason d’origine et la couleur exacte des timbres et des jeux dans un tempérament propre à illustrer le langage musical des XVIe et XVIIe siècles. Le maître Gustav Leonhardt l’a inauguré le 16 novembre  1986.
L’instrument, au destin et au son exceptionnels, retrouve son utilisation première : être joué par les meilleurs musiciens du monde. Si l’orgue constitue une belle vitrine pour la commune de Lanvellec, le festival offre aux organistes le privilège de le faire chanter.

## Association Rimat
Le festival est géré par l'association des rencontres internationales de musique ancienne en Trégor (RIMAT) depuis sa création en 1986. L'association a été présidée par Jean-Claude Pichon de 1986 à 2007, puis par Geneviève Le Louarn de 2007 à 2018. Jean Glasser a été président de 2018 à 2019 et depuis 2019, Patrick Lehoux a repris le flambeau.

## Festival et activités
Le festival de Lanvellec a été créé en 1986, lors de l'inauguration de l'orgue par Gustav Leonhardt, qui en est le parrain. Le festival a lieu tous les ans au mois d'octobre, et s'articule aujourd'hui autour de trois week-ends, mêlants concerts, conférences, visites de lieux et dîner. Depuis 2001, le festival fait appel au graphiste Mathieu Desailly pour la création de ses affiches.
En 2005-2006, une édition spéciale du festival est mise en place, intitulée « Les quatre saisons de Lanvellec ». Lors de cette édition, des concerts ont eu lieu toute l'année. Depuis 2007, une édition de Printemps du festival est lancée, ayant pour objectif de faire découvrir les jeunes talents de la musique ancienne.
Depuis 2011, une académie d'été a été ouverte au mois de juillet. Pendant une semaine, des professionnels, enseignants et étudiants en conservatoire viennent de France ou de l'étranger pour étudier l'art du continuo baroque et se perfectionner. La formation est articulée autour de quatre disciplines, variants selon les années : chant, violon baroque, viole de gambe et claviers (clavecin et orgue Robert Dallam).

### Thèmes et artistes des éditions du festival d'automne
| Date | Thème                                         | Artistes |
| ---- | --------------------------------------------- | --- |
| 2020 | "L'Elan Vital"                                | - Ensemble Clément Janéquin - Ensemble Le Banquet Céleste - Les Musiciens de Saint-Julien - La Guilde des Mercenaires - Obsidienne - Jean-Marc Aymes |
| 2019 | "Enconium Musices - Eloge de la Musique"      | - Ensemble Gilles Binchois - The Brabant Ensemble - Ensemble Vox Luminis - Les Musiciens de Saint-Julien - Le Parlement de Musique - La Guilde des Mercenaires - Concerto Soave                                                                                        |
| 2018 | "Gradus ad Parnassum - La Montée au Parnasse" | - Le Miroir de Musique - Les Musiciens de Saint-Julien - La Fenice - La Camera delle Lacrime - Huelgas Ensemble - La Fonte Musica - Les Paladins - Les Meslanges - Scherzi Musicali                                                                                    |
| 2017 | "Horizons lointains"                          | - Les esprits animaux - Il Festino - Ensemble Masques - Faenza - Concerto Soave - Les Passions - Ensemble Organum - The Brabant Ensemble |
| 2016 | « Perles baroques » (30e édition)             | - Ensemble Desmarest - Il Festino - Ensemble Doulce Memoire et La Rêveuse - Ensemble Ausonia - La Fenise |
| 2015 | « L'invitée des princes »                     | - Il Festino - La Fenice - Concerto Soave - Le Banquet céleste - Gli Incogniti - Les Cyclopes - Les Surprises - Iestyn Davies / Elizabeth Kenny - Yasuko Uyama-Bouvard / Michel Bouvard                                                                                |
| 2014 | « L'harmonie des sphères »                    | - l'ensemble Ausonia - l'ensemble Le Banquet céleste - l'ensemble Mora Vocis - Francesco Romano - Paul Goussot - le chœur de chambre Mélisme(s) / l'ensemble instrumental A venti - Kenneth Weiss - l'ensemble Clematis - l'ensemble instrumental A venti              |
| 2013 | « Les maîtres de musique »                    | - Correspondances - Frédérick Haas / Philippe Grisvard - Dunedin Consort - La Fenice - Doulce Mémoire - L’Echelle - Gli Incogniti / Amandine Beyer - François Espinasse - Philidor                                                                                     |
| 2012 | « Folies universelles »                       | - La Sainte Folie fantastique - Scherzi Musicali - Faenza - Jos van Immerseel / Christophe Coin - Lorenzo Ghielmi - Les Ombres - Gli Incogniti - XVIII-21 Le Baroque nomade - Concerto Soave                                                                           |
| 2011 | « Peuples du baroque »                        | - Ensemble Pygmalion - Suonare e Cantare - Ausonia - A Corte Musical - Jordi Savall / Andrew Lawrence-King - Les Paladins - Paul O'Dette - Léon Berben - La Fenice |
| 2010 | « Étendards, Panaches et Harmonie »           | - Hadrien Jourdan / Bruno Caillat - Diabolus In Musica - Elbipolis Barockorchester Hamburg - Stile Antico - Blandine Rannou - Les Musiciens de Saint-Julien - Ricercar Consort - Barcarole - Les Sacqueboutiers de Toulouse                                            |
| 2009 | « Anniversaire Purcell 1659 »                 | - Les Passions - Lachrimae Consort - Jan Willem Jansen - A Venti - La Rêveuse - La Fenice - Fretwork - Les Jardins de courtoisie - Les Witches |
| 2008 | « Chants et danseries »                       | - Hadrien Jourdan - Doulce Mémoire - Ottavio Dantone - La Fenice - Les Idées heureuses - Capriccio Stravagante - Il Seminario Musicale - François Lazarévitch / Naïk Raviart / Hélène Raviart                                                                          |
| 2007 | « Les Éléments »                              | - La Fenice - Ausonia - Tetraktys - Olivier Houette - Ensemble baroque de Limoges - La Chimera - Frédérick Haas |
| 2006 | « Amours de musique » (20e édition)           | - Kenneth Weiss / Dominique Visse - Jachet de Mantoue - La Grande Écurie et la Chambre du Roy - RosaSolis - Hadrien Jourdan - Alla Francesca - L'Arpeggiata |
| 2005 | « Voyage musical en France »                  | - Théâtre de l'incrédule - Michel Chapuis - L'Obsidienne - La Symphonie du Marais - Les Folies françoises - Le Poème farmonique - Les Hautbois d'Henri IV - La Compagnie baroque                                                                                       |
| 2004 | « Pause musicale »                            | - James Bowman / Katharina Wolff / David Glidden / Mathurin Matharel / Kenneth Weiss |
| 2003 | « Voyage musical en Angleterre »              | - Fuoco e Cenere - Gustav Leonhardt - Café Zimmermann - Chœur du New College d'Oxford - Les Pages et les chantres du Centre de musique baroque de Versailles - Les Witches                                                                                             |
| 2002 | « Voyage musical en Espagne »                 | - Alla Francesca - Hesperion XXI - Arianna Savall - Rolf Lislevand - Jordi Savall - Olivier Vernet / Jesus Martin Moro - Al Ayre Espagnol - Coro Easo |
| 2001 | « Voyage musical en Allemagne »               | - Fiori Musicali Bremen - Doulce Mémoire - Le Concert brisé - Le Parlement de musique / La Maîtrise de Bretagne - Stéphanie Revidat / Frédéric Desenclos / Patrick Cohën-Akenine                                                                                       |
| 2000 | "Lanvellec à l'italienne"                     | - La Capella de' Turchini - La Fenice - Aurora - Noëlle Spieth - Ensemble 415 - Millenarium - Vivete Felici |
| 1999 | « Enfers et Paradis »                         | - Ensemble vocal Sagittarius - Les Cyclopes - Pôle d'art vocal de Bourgogne - Le Nuove Musiche - Le Parlement de musique - Francis Chapelet |
| 1998 | « Bach »                                      | - Nachtmusique - Béatrice Martin - L'Académie Sainte-Cécile - Isabelle Poulenard / Christine Plubeau / Olivier Baumont - Accentus - Philippe Couvert - Trio Hantaï - David Simpson                                                                                     |
| 1997 | « Les chemins du baroque »                    | - Discantus - Kenneth Weiss - Quatuor Mosaïques - Variations - Ensemble Elyma |
| 1996 | 10e édition                                   | - Clément Janequin - Quatuor Mosaïques - Théâtre baroque de France / Compagnie l'Éventail - John Holloway / Davitt Moroney - Fitzwilliam - Céline Frisch /Thierry Guffroy / Philippe Leroy - Barthold Kuijken / Gustav Leonhardt                                       |
| 1995 | « Résonnez musettes »                         | - Il Seminario Musicale - His Majesty's Sagbutts And Cornets - Stradivaria - Trio di Bassetto - Rinaldo Alessandrini |
| 1994 | « Dramma per Musica »                         | - Les Nièces de Rameau - Quatuor Matheus - Ensemble vocal européen - King's Consort - Compagnie Amadis / Compagnie Alta / Compagnie Minetics - XVIII-21 Le Baroque nomade                                                                                              |
| 1993 | « L'art de la Fugue »                         | - Quatuor Isaye - Academy of Ancient Music - La Grande Écurie et la Chambre du Roy - Le Concert français - Indigo - Doulce Mémoire |
| 1992 | « Les Nations »                               | - XVIII-21 Le Baroque nomade - Concerto Köln - James Bowman / Danièle Salzer / Matthias Spaeter - La Colombina - Bernard Foccroulle - Quatuor à cordes Kuijken - Il Teatro Armonico - London Baroque                                                                   |
| 1991 | Sans thème                                    | - Montserrat Figueras / Jordi Savall / Ton Koopman - Organum - Fretwork - Le Concert spirituel - La Symphonie du Marais - Gustav Leonhardt - Ton Koopman / Tini Mathot - Robert Spencer                                                                                |
| 1990 | Sans thème                                    | - Venance Fortunat - Hopkinson Smith - Ensemble vocal de Nantes - Ton Koopman - Schola de l'Abbaye Sainte-Anne de Kergonan - Kenneth Gilbert - Hilliard - Véronique Dietschy / Alain Zaepffel / Philippe Lenoir / Yasunori Imamura / Aline Zylberajch                  |
| 1989 | Sans thème                                    | - A Sei Voci - Les Sacqueboutiers de Toulouse - Chœur du New College d'Oxford - Kenneth Gilbert - Le Concert Royal de Nancy - Mark Deller / Charles Brett / Paul Esswood / Dominique Visse / Robert Spencer - Stradivaria - Paul Esswood / Celia Harper - Sesquitertia |
| 1988 | Sans thème                                    | - Scott Ross - Wieland Kuijken - Daniel Cuiller / Dominique Ferran - Jacques Moderne - Dominig Bouchaud / Thierry Meunier / Jean-Marie Poirier - Pariser Quartett - The Sixteen                                                                                        |
| 1987 | Sans thème                                    | - Bruce Haynes / Susie Napper / Odile Bailleux - Clément Janequin - Jean-Louis Jézéquel / Michel Boédec - Odile Bailleux - Gustav Leonhardt - The Sixteen - Robin Troman / Béatrice Berstel / Prosper Lugassy                                                          |
| 1986 | Inauguration                                  | - Gustav Leonhardt - Gustav Leonhardt / Christophe Coin - Sergio Vartolo |